# Balyana maritima
Balyana maritima là một loài bọ cánh cứng trong họ Chrysomelidae. Loài này được Berti miêu tả khoa học năm 1987.